# Vytautas Karvelis
Vytautas Karvelis (ur. 1 kwietnia 1972 w Wilnie) – litewski piłkarz występujący na pozycji napastnika, reprezentant kraju.

## Życiorys
Seniorską karierę rozpoczynał w 1990 roku w Žalgirisie Wilno, gdzie grał – z krótką przerwą – do końca 1996 roku. W tym czasie został zwycięzcą Baltijos lygi oraz dwukrotnie (1991, 1992) mistrzem Litwy, grał również w Pucharze Zdobywców Pucharów (m.in. z Feyenoordem). Na początku 1997 roku przeszedł do Videotonu Fehérvár. W NB I zadebiutował 1 marca w przegranym 1:3 spotkaniu z MTK FC. Ogółem w najwyższej węgierskiej klasie rozgrywkowej rozegrał osiem spotkań. W 1998 roku grał w litewskich klubach: Lokomotyvasie Wilno i FBK Kaunas. W tym okresie rozegrał sześć spotkań w reprezentacji, debiutując 21 kwietnia w wygranym 2:1 meczu z Łotwą. W 1999 roku był zawodnikiem chińskiego Shenzhen FC, a po krótkim powrocie w barwach Žalgirisu, latem 2000 roku podpisał kontrakt z Hapoelem Cafririm Holon. W Ligat ha’Al zadebiutował 13 sierpnia w przegranym 2:3 spotkaniu z Maccabi Hajfa, w którym zdobył również gola. Ogółem rozegrał w Izraelu trzynaście spotkań ligowych. W styczniu 2001 roku został piłkarzem KSZO Ostrowiec Świętokrzyski, dla którego rozegrał dziewięć spotkań. Po zakończeniu sezonu został piłkarzem Vėtry, z którą spadł z A lygi w sezonie 2001, powracając do niej rok później. Na początku 2005 roku został zawodnikiem Utenisu Uciana. Karierę zakończył pół roku później.

## Statystyki ligowe
| Sezon         | Klub                         | Liga               | Mecze | Gole |
| ------------- | ---------------------------- | ------------------ | ----- | ---- |
| 1990          | FK Žalgiris Wilno            | Aukščiausioji lyga | 5     | 0    |
| 1991          | FK Žalgiris Wilno            | Lietuvos lyga      | 8     | 0    |
| 1991/1992     | FK Žalgiris Wilno            | A lyga             | 16    | 2    |
| 1992/1993     | FK Žalgiris Wilno            | A lyga             | 19    | 3    |
| 1993/1994 (j) | FK Geležinis Vilkas Wilno    | A lyga             | 2     | 0    |
| 1993/1994 (w) | FK Žalgiris Wilno            | A lyga             | 7     | 1    |
| 1994/1995     | FK Žalgiris Wilno            | A lyga             | 15    | 6    |
| 1995/1996     | FK Žalgiris Wilno            | A lyga             | 23    | 11   |
| 1996/1997 (j) | FK Žalgiris Wilno            | A lyga             | 4     | 2    |
| 1996/1997 (w) | Videoton FC Fehérvár         | NB I               | 7     | 0    |
| 1997/1998 (j) | Videoton FC Fehérvár         | NB I               | 1     | 0    |
| 1997/1998 (w) | Lokomotyvas Wilno            | A lyga             | 13    | 6    |
| 1998/1999 (j) | FBK Kaunas                   | A lyga             | 5     | 0    |
| 1999          | Shenzhen Ping’an Insurance   | Jia-A              | 19    | 6    |
| 2000 (w)      | FK Žalgiris Wilno            | A lyga             | 9     | 6    |
| 2000/2001 (j) | Hapoel Cafririm Holon        | Ligat ha’Al        | 13    | 1    |
| 2000/2001 (w) | KSZO Ostrowiec Świętokrzyski | II liga            | 9     | 0    |
| 2001          | FK Vėtra                     | A lyga             | 13    | 3    |
| 2003          | FK Vėtra                     | A lyga             | 20    | 4    |
| 2004          | FK Vėtra                     | A lyga             | 18    | 2    |